# Over the Fence (film 1917)
Over the Fence è un cortometraggio muto del 1917 diretto da Harold Lloyd e da J. Farrell MacDonald. Fu il primo film in cui Lloyd presentò il nuovo personaggio che sfoggiava quelli che sarebbero diventati i suoi caratteristici occhiali. Nella pellicola appare in un ruolo anche James Lloyd, il padre di Harold.

## Trama
Snitch ruba a Ginger i biglietti della partita di baseball, portando lui la ragazza di Ginger allo stadio. Non trovando altri biglietti, Ginger si traveste da giocatore di baseball e vince la partita.

## Produzione
Il film fu prodotto da Hal Roach per la Rolin Films.

## Distribuzione
Distribuito dalla Pathé Exchange, il film - un cortometraggio in una bobina - uscì nelle sale cinematografiche USA il 9 settembre 1917.
Una copia del film viene conservata negli archivi del Museum of Modern Art di New York, in quelli dell'UCLA Film and Television Archive e in quelli del National Film Archive of the British Film Institute.